# Episodi di Due per tre (terza stagione)
La terza stagione della sitcom italiana Due per tre è andata in onda su Canale 5 a partire dal 1999.
| nº | Titolo                            | Prima TV Italia |
| -- | --------------------------------- | --------------- |
| 1  | Pasqua con chi vuoi               |                 |
| 2  | Un fine settimana indimenticabile |                 |
| 3  | Il consigliere                    |                 |
| 4  | Jella, jellati e jellatori        |                 |
| 5  | Visone per una notte              |                 |
| 6  | Si fa, ma non si dice             |                 |
| 7  | Casanova junior                   |                 |
| 8  | Cattive influenze                 |                 |
| 9  | Dura legge di condominio          |                 |
| 10 | Il mondo di Ovidia                |                 |
| 11 | Virus bugiardus                   |                 |
| 12 | Lezioni di sesso                  |                 |
| 13 | Ti conosco mascherina             |                 |
| 14 | Papà in affitto                   |                 |
| 15 | Sopravvissuti                     |                 |
| 16 | Il pitone timido                  |                 |
| 17 | Tatua che ti passa                |                 |
| 18 | Sorella Miriam                    |                 |
| 19 | Inseparabili                      |                 |
| 20 | Venti di guerra                   |                 |